# Поревит
Поревит је божанство поштовано на острву Рујну (Риген). На југу острва у Кореници, налазио се храм тог божанства са култном статуом која је приказивала Поревита са пет глава.